# Tiloforop
Els tiloforops (Thylophorops) són un gènere extint de mamífers didelfimorfs de la família dels didèlfids que visqueren a Sud-amèrica durant el Pliocè, fa entre 3 i 4 milions d'anys. Se n'han trobat restes fòssils a les províncies argentines de Buenos Aires i Córdoba. Eren animals carnívors. Es calcula que l'espècie T. lorenzinii devia pesar entre 4,8 i 7,4 kg, segons un estudi, o fins a 8,6 kg, segons un altre. En tot cas, hauria estat considerablement més gros que els opòssums d'avui en dia. El nom genèric Thylophorops significa ‘cara de portador de bossa’.